# Not Angels But Angels
Not Angels But Angels è un documentario del 1994 diretto da Wiktor Grodecki.

## Trama
Si tratta di un documentario sugli adolescenti e giovani uomini di Praga che si prostitutiscono sia nella città che in altre città europee. Il regista intervista un gruppo di uomini che hanno un'età dai 14 ai 20 anni, per scoprire di più sulle loro vite e sulle motivazioni della loro scelta. Il film esplora le loro speranze e le loro paure, quello che sperano di fare nel futuro e la possibilità di essere contagiati dall'HIV. Il film presenta anche commenti di un uomo che organizza incontri con i turisti nella stazione centrale di Praga. I dialoghi sono in lingua ceca con sottotitoli in inglese e in lingua inglese.